# Altenberge
Altenberge è un comune di 10 371 abitanti della Renania Settentrionale-Vestfalia, in Germania.
Appartiene al distretto governativo (Regierungsbezirk) di Münster ed al circondario (Kreis) di Steinfurt (targa ST).